# Орлёнок (игра)
«Орлёнок» — массовая военно-спортивная игра в СССР. В игре принимали участие школьники 8—11 классов, учащиеся ПТУ и техникумов. Аналог пионерской военно-спортивной игры «Зарница».
Соревнования первого Всесоюзного финала комсомольской военно-спортивной игры «Орлёнок» состоялись в июле 1974 года в столице Белоруссии городе-герое Минске. Командующим игрой «Орлёнок» был летчик-космонавт СССР Береговой Г. Т.
Как и «Зарница», данная военно-спортивная игра представляла собой имитацию боевых действий, похожую на военные учения. В ходе игры участники соревновались между собой в силе, ловкости, выносливости на спортивных площадках, в знании теории военного дела, истории Советской Армии, сражались за победу в военно-прикладных видах спорта с игровыми элементами, участвовали в смотре строя и песни, тактических занятиях на местности. Как и «Зарница», военно-спортивная игра «Орлёнок» являлась частью системы начальной военной подготовки школьников в СССР и прекратила своё существование с распадом Советского Союза. 
В настоящее время военно-спортивные игры «Орлёнок» и «Зарница» в России переживают своё возрождение в ряде городских и сельских школ, в военно-патриотических клубах и похожих организациях.